# Rudolf Olden

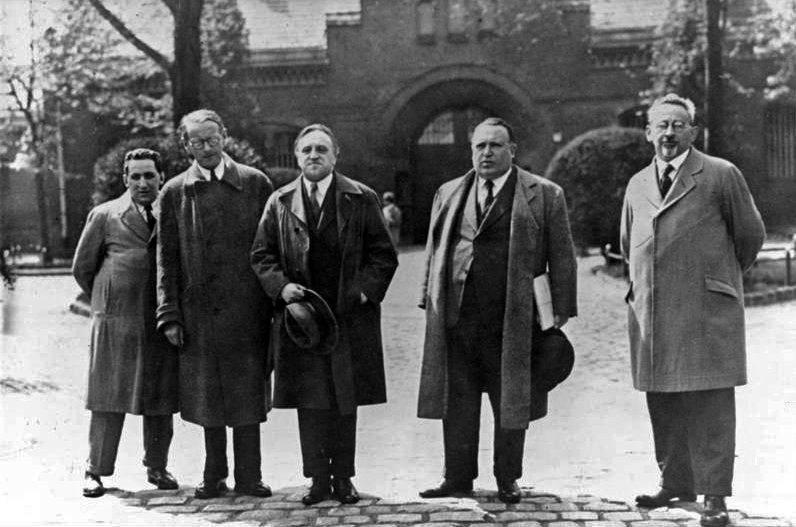
Carl von Ossietzky voor de gevangenis Berlin-Tegel
V.l.n.r.: Kurt Großmann, Dr. Rudolf Olden, beiden van de Deutsche Liga für Menschenrechte; Carl von Ossietzky, Dr. Apfel, Advocaat; Dr. Rosenfeld

Rudolf Olden (Stettin, 14 januari 1885 – Atlantische Oceaan, 18 september 1940) was een Duits advocaat, journalist, vooraanstaand liberaal en auteur die behoorde tot de stroming van de Duitse Exilliteratur. In de Weimar-periode was hij een bekende stem in het openbare debat en bestreed hij de nazi's fel in woord en geschrift, met name in het Berliner Tageblatt. Hij is bekend geworden met het boek Hitler der Eroberer. Entlarvung einer Legende ("Hitler de veroveraar, ontmaskering van een legende"), waarin hij de nazi's en hun betrekkingen met de Reichswehr, landadel en grote namen uit de industrie en kapitaal analyseert.
He was a German Liberal of the best sort, rather more pugnacious than the average British Liberal, because he had more to fight against.— Gilbert Murray, voorwoord bij "The History of Liberty in Germany", 1946

## Carrière
Olden was de zoon van schrijver Hans Olden en actrice Rosa Stein, en broer van journalist en schrijver Balder Olden. Zijn vader leefde voor het theater en verlaat zijn moeder als Rudolf nog jong is. Balder kwam het later voor alsof hij zijn vader maar eens in de vier jaar had gezien. Na zijn Abitur begon hij in 1903 een studie rechten. Na zijn eerste staatsexamen beproefde hij zijn geluk in de handel, maar koos dan alsnog voor een carrière als jurist en begon als referendaris in Frankfurt en Bad Homburg.
Uit deze tijd stammen zijn eerste pogingen als auteur erkend te worden; een notitie uit 1903 in het dagboek van Arthur Schnitzler getuigt daarvan. Misschien werd hij gedreven door een leven dat hem al te saai voorkwam. In een brief beklaagt Rudolf zich erover dat "de eeuwige sleur van het werk de slaapverwekkende eenvormigheid van het dagelijks leven bepaalt".
Toen in 1914 de Eerste Wereldoorlog uitbrak, meldde hij zich als vrijwilliger bij het Leib-Dragoner-Regiment 24 en nam dienst in de Reichswehr. Hij nam deel aan de bezetting van België en de inval in Frankrijk, maar werd in 1915 overgeplaatst naar het Russische front. Daar werd hij meermaals gedecoreerd, onder andere met het IJzeren kruis 1e klasse. Hij overleefde de oorlog in de rang van Oberleutnant.

## Interbellum

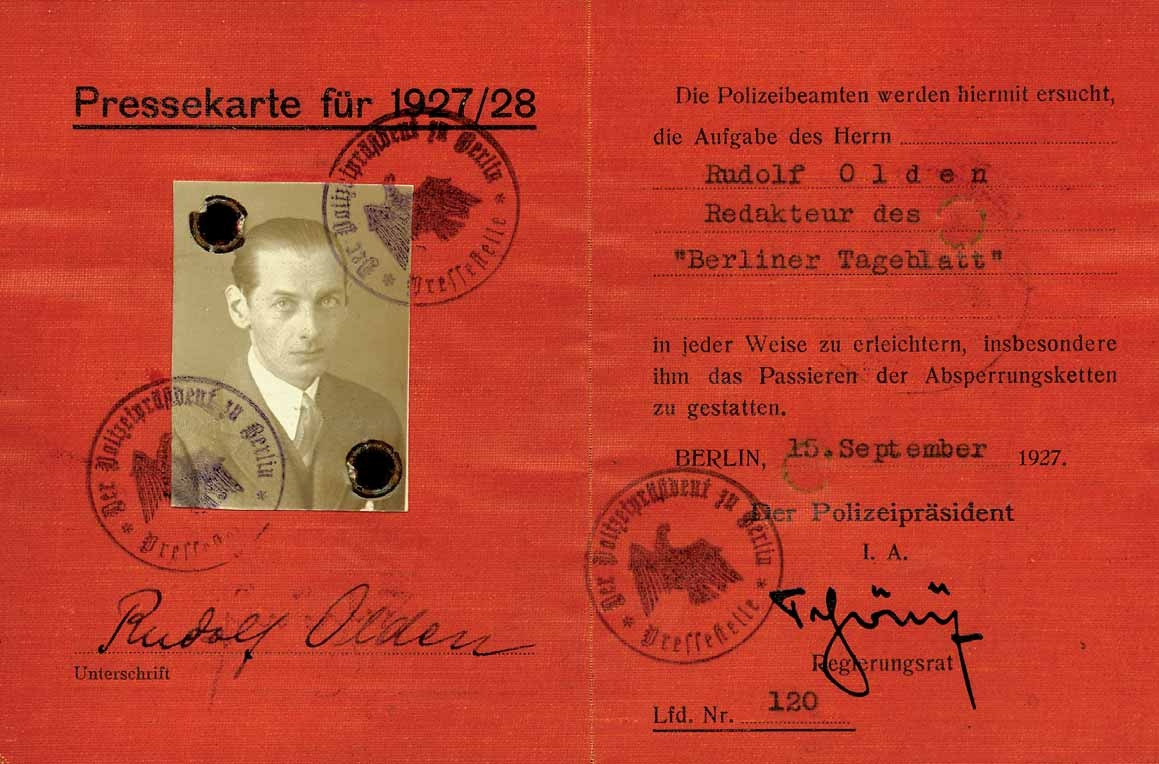
Perskaart van Rudolf Olden voor 1927-28

De oorlog liet diepe sporen na. Hij verliet die Armee en begon als journalist voor het Weense, pacifistische tijdschrift Die Friede en als redactielid van de links-liberale krant Der Neue Tag. In 1920 trouwde hij met Marie-Christine Fournier, een psychoanalyticus.
Olden raakte in die tijd bevriend met schrijvers en journalisten als Arnold Höllriegel, Benno Karpeles, Egon Erwin Kisch und Alfred Polgar. Nadat Der Neue Tag failliet was gegaan, richtte hij samen met de schrijver Hugo Bettauer het tijdschrift Er und Sie op, met als ondertitel "Weekblad voor levenscultuur en erotiek", dat zich echter richtte op vrouwenemancipatie en sociale en politieke thema's en in de eerste uitgave de seksuele revolutie uitriep. Dat zorgde meteen voor verhitte discussies en beide uitgevers moesten zich wegens het "bederven van de openbare zeden" voor het strafhof verantwoorden, werden echter vrijgesproken.
Op 4 november 1923 wijdde Olden zijn eerste artikel in de serie "Deutsche Köpfe" in de Weense krant Der Tag aan Adolf Hitler en schreef "Het is tijd de bedoelingen van zijn partij aan een grondig onderzoek te onderwerpen, want er is niet veel weerstand meer te zien die zijn overwinning kan verhinderen". Hij was daarmee een van de eersten die voor Hitler waarschuwde. Nog geen week later, op 8 november, pleegde Hitler zijn Bierkellerputsch.
Het jaar 1926 zorgde voor twee belangrijke mijlpalen. De uitgever Theodor Wolff haalde hem naar Berlijn als hoofdredacteur van het Berliner Tageblatt, waar hij furore maakte met scherpe hoofdredactionele stukken en bijdragen in verschillende tijdschriften.
In hetzelfde jaar werd hij als advocaat toegelaten, een beroep dat hij een aantal jaren zou uitoefenen. Zijn bekendste cliënt was zonder twijfel Carl von Ossietzky die, na het publiceren van een stuk van Kurt Tucholsky, waarin de zinsnede "Soldaten zijn moordenaars" voorkwam, in augustus 1931 wegens "belediging van de Reichswehr" aangeklaagd werd, het zogeheten Weltbühneprozess. Olden bereikte een vrijspraak voor zijn cliënt.
Verder zette hij zich in voor de rehabilitatie van de ten onrechte wegens moord geëxecuteerde Jakubowski, en ageerde in 1932 tegen het dreigende verbod van de film Kuhle Wampe oder: Wem gehört die Welt naar een draaiboek van Slatan Dudov, Bertolt Brecht en Ernst Ottwald. Een artikel over een neergestorte Duitse testpiloot in de Sovjet-Unie in een tijd dat Duitsland niet geacht werd een luchtmacht te bezitten, leverde hem de argwaan van de overheid op.
Na de Machtergreifung sprak Olden op een vergadering van de Schutzbund deutscher Schriftsteller en nodigde de aanwezigen uit voor het congres Das Freie Wort in de Berlijnse "Krolloper" op 19 augustus 1933. Bijna 1500 kunstenaars en wetenschappers en politici gaven hieraan gehoor.

## Vlucht en verbanning

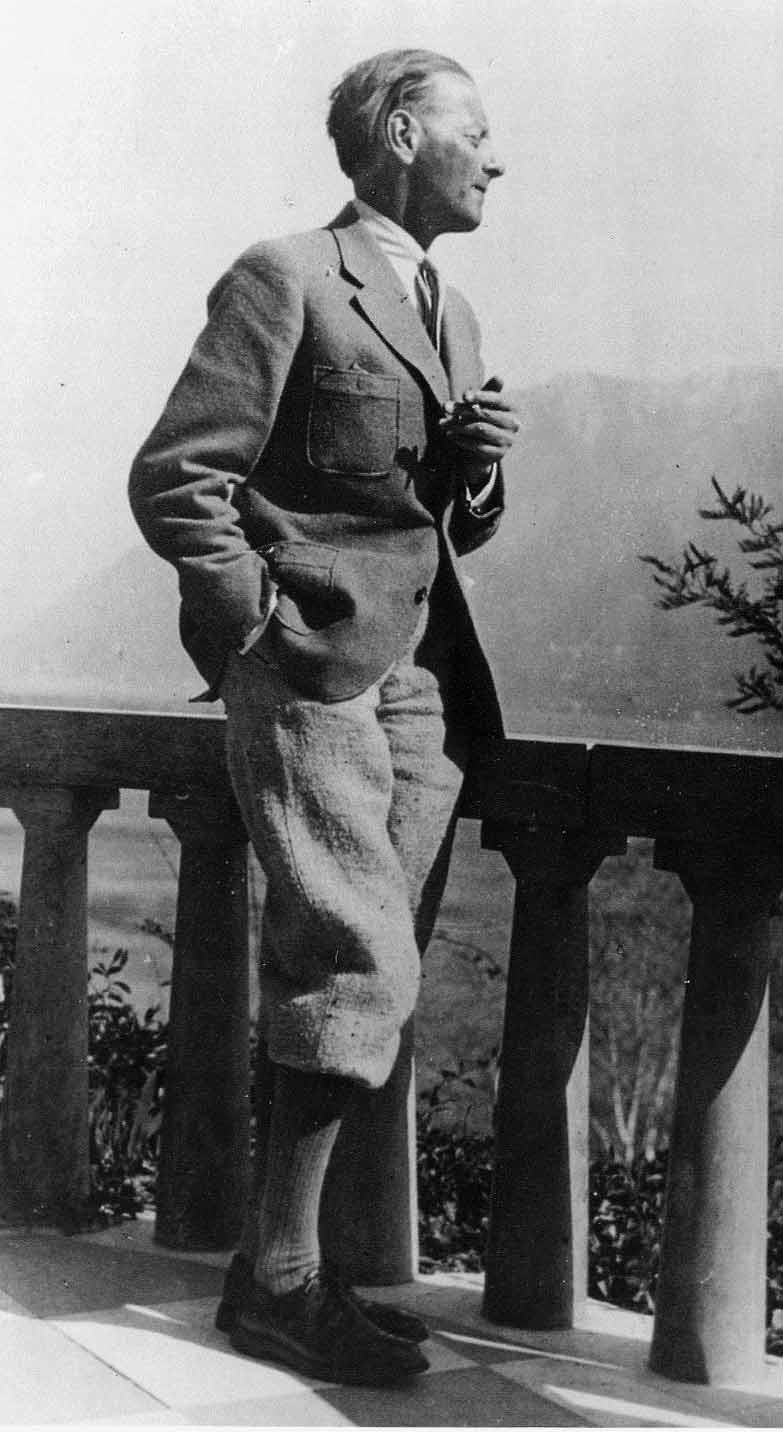
Olden in gelukkiger tijden, Ascona, in de twintiger jaren

De dag na de Rijksdagbrand kon Olden naar Praag ontsnappen, na door vrienden te zijn gewaarschuwd voor een dreigende arrestatie. Hij pleitte op dat moment in een lagere rechtbank, terwijl de Gestapo bij de rechtbank waar hij meestal actief was en bij zijn huis stond te wachten. Als wintersporter vermomd wist hij door de bossen Tsjecho-Slowakije te bereiken en enkele dagen later wist zijn vrouw als toeriste te ontsnappen.
In Praag schreef hij zijn essay Hitler der Eroberer dat hij oorspronkelijk Hitler, Agent der Macht wilde noemen. In dit boek beschrijft hij hoe Hitler, gesteund door de Reichswehr, toegang zoekt en vindt tot de politieke macht, door zich als tussenpersoon tussen de militaire en financiële elite en de brede massa op te werpen. De term 'Agent der Macht' is dan ook een sleutelbegrip in dit werk.
Hij reisde vervolgens door naar Parijs, waar hij in 1934 een zwartboek over de toestand van de Joden in Duitsland publiceerde, en vestigde hiermee de aandacht op hun benarde positie in het Derde Rijk. Nog hetzelfde jaar werd hij hoofdredacteur van het dagblad Das Reich uit Saarbrücken, dat door Hubertus Prinz zu Löwenstein werd uitgegeven, en nam hij stelling tegen de Anschluss van het Protectoraat Saarland bij het Derde Rijk.
Sinds de Machtergreifung kon Olden alleen nog publiceren in emigrantenperiodieken, zoals das neue Tage-Buch, Pariser Tageblatt en Die Sammlung, maar hij werd door de Engelse diplomaat Gilbert Murray vanwege die publicaties uitgenodigd om aan de Universiteit van Oxford college te geven. Hier publiceerde hij een Engelse vertaling van zijn biografie over Hitler onder de titel Hitler the Pawn ("Hitler de Pion").
Murray bood Olden onderdak in een "cottage" in zijn tuin en de twee werden hechte vrienden. Murray beschrijft Olden als "een Duitse liberaal van de beste soort, strijdlustiger dan de gemiddelde Britse liberaal omdat hij meer had om tegen te vechten". In deze tijd schreef Olden een tweetal boeken: "Is Germany a Hopeless Case?" waarvan de gehele eerste oplage tijdens een bombardement verloren ging, en "The History of German Liberty", waarin hij het Britse publiek probeert uit te leggen dat het in Duitsland zo fout ging door het ontbreken van een echte democratische traditie en de invloed van het Pruisische militarisme.
Op internationale congressen, en met name op het XIIe congres van het P.E.N.-genootschap in Edinburgh en Glasgow in 1934, bleef Olden hameren op het gevaar dat de nazi's vormden. Hij noemde de NSDAP een gevolg van twee factoren: Reichswehr en propaganda, waarmee hij niet in de laatste plaats Hitlers eigen talenten op dit gebied bedoelde, maar moest in een bijdrage in das Neue Tagebuch van 18 november 1939 toegeven dat Hitler de strijd gewonnen had. De Agent der Macht, zoals Olden Hitler beschreef, was der Führer geworden.
In 1938 werd in Londen onder voorzitterschap van Olden de Deutsche P.E.N.-Club im Exil opgericht die in hem een toegewijd secretaris vond. Hij legde contacten, zorgde voor visa en regelde als dat nodig was financiële ondersteuning voor veel vakbroeders, wat warme genegenheid opleverde van bijvoorbeeld Thomas Mann. Vele schrijvers hielp hij zo aan de nazi's te ontsnappen.
Op 2 december 1936 werd Rudolf Olden samen met Thomas Mann het staatsburgerschap ontnomen, en werd hij stateloos. In een brief van de Preusische Geheime Staatspolizei van 15 februari 1936 wordt zijn Hitler-biografie, die in 1935 door Querido in Amsterdam uitgegeven was, als reden opgegeven. Het boek zelf was al verboden.

## Oorlog
Als banneling moest Olden met afschuw de gebeurtenissen in zijn vaderland gadeslaan. Zijn ballingschap viel hem zwaar en hij leed onder het feit dat hij door de Britten, die hij bewonderde om hun traditie van burgerlijke vrijheden, op zijn best als mogelijk vijandige buitenlander werd gezien. Murray probeerde hem meermaals aan een baan bij de BBC te helpen, als stem van het redelijke Duitsland, maar dit werd, om niet nader omschreven redenen, geweigerd.
Ook zijn gezondheid leed eronder, en tegen het eind van zijn verblijf in Groot-Brittannië werd hij ziek. De oorlog was inmiddels uitgebroken en de sfeer werd steeds grimmiger. Op 24 juni 1940 werd Olden geïnterneerd in een geïmproviseerd kamp bij Southampton waar de omstandigheden "extremely unsatisfactory" waren en Oldens toch al fragiele gezondheid nog meer te lijden had. Op 6 augustus kwam hij eindelijk vrij.
In 1940 werd hij uitgenodigd naar New York door de New School of Social Studies en Olden nam dit aanbod aan. Bij zijn vertrek werd onder zijn ogen de omineuze term "No Return" in zijn paspoort gestempeld. Olden werd officieel uitgewezen. Op weg naar de V.S. werd zijn schip, de SS City of Benares dat onder anderen geëvacueerde kinderen vervoerde in de nacht van 16 op 17 september 1940 door de U 48 getorpedeerd en Olden en zijn derde vrouw Ika kwamen om.
Thomas Mann noteerde in zijn dagboek: "Bericht dat R. Olden en vrouw bij de roekeloze torpedering van kinderschip zijn omgekomen. Afschuw." en een dag later, "Goebbels laat nu verklaren dat het schip opzettelijk tot zinken is gebracht omdat R. Olden aan boord was, wat natuurlijk een domme leugen is."

### Postuum uitgegeven
- Die Geschichte der Freiheit in Deutschland. Verlag "Das andere Deutschland" 1948.
- In tiefem Dunkel liegt Deutschland. Von Hitler vertrieben, ein Jahr deutsche Emigration. Metropol-Verlag, Berlin 1994, ISBN 3-926893-20-6.
- The History of Liberty in Germany met een voorwoord van Gilbert Murray, Victor Gollancz Ltd London, 1946, beschikbaar via archive.org.
- So viele Bücher, so viele Verbote. Ausstellung "Der deutsche PEN-Club im Exil 1933-1948". Buchhändler-Vereinigung, Frankfurt/M. 1981, ISBN 3-7657-1039-3.